# ケープブレトン地域
ケープブレトン地域（ケープブレトンちいき、英語：Cape Breton Regional Municipality、略称：CBRM）はカナダ・ノバスコシア州の地方行政区の1つ。ケープブレトン島の経済的中心で、州で2番目に大きい地方行政区である。

## 行政区分
ケープブレトン地域には下記の市町村が含まれる。
- シドニー（Sydney）
- ドミニオン（Dominion）
- グレース・ベイ（Glace Bay）
- ルイスバーグ（Louisbourg）
- ニュー・ウォーターフォード（New Waterford）
- ノース・シドニー（North Sydney）
- シドニー・マインズ（Sydney Mines）

## 交通
- シドニー港
- トランスカナダハイウェイ

## 観光
- ルイブール要塞：パークスカナダの管理する国定史跡